# Тарасенки (Велізький район)
Тарасенки (рос. Тарасенки) — присілок Велізького району Смоленської області Росії. Входить до складу Будницького сільського поселення.
Населення — 6 осіб (2007 рік). 